# Кучуцька сільська рада
Кучу́цька сільська рада (рос. Кучукский сельский совет) — сільське поселення у складі Шелаболіхинського району Алтайського краю Росії.
Адміністративний центр — село Кучук.

## Населення
Населення — 1415 осіб (2019; 1473 в 2010, 1722 у 2002).

## Склад
До складу сільської ради входять:
| Населений пункт | Населення, осіб (2002) | Населення, осіб (2010) |
| --------------- | ---------------------- | ---------------------- |
| Батурово, село  | 438                    | 400                    |
| Кучук, село     | 1186                   | 989                    |
| Сибірка, село   | 98                     | 84                     |